# لیتل فالز، نیوجرسی
لیتل فالز (به انگلیسی: Little Falls) شهری در ایالت نیوجرسی کشور ایالات متحده آمریکا است که جمعیت آن در سرشماری سال ۲۰۱۰ میلادی، ۱۴٬۴۳۲ نفر بوده‌است.